# Lechriodus fletcheri
A Lechriodus fletcheri a kétéltűek (Amphibia) osztályának békák (Anura) rendjébe, a mocsárjáróbéka-félék (Limnodynastidae) családjába, azon belül a Lechriodus nembe tartozó faj.

## Nevének eredete
Nevét Joseph James Fletcher (1850–1926) ausztrál zoológus tiszteletére kapta.

## Előfordulása
Ausztrália endemikus faja. Új-Dél-Wales állam északkeleti területeitől a Queensland állam délkeleti részén emelkedő Mistake-hegységig honos. Elterjedési területének mérete nagyjából 63 200 km². Élőhelye esőerdők és párás szklerofill (száraz levelű) erdők.

## Megjelenése

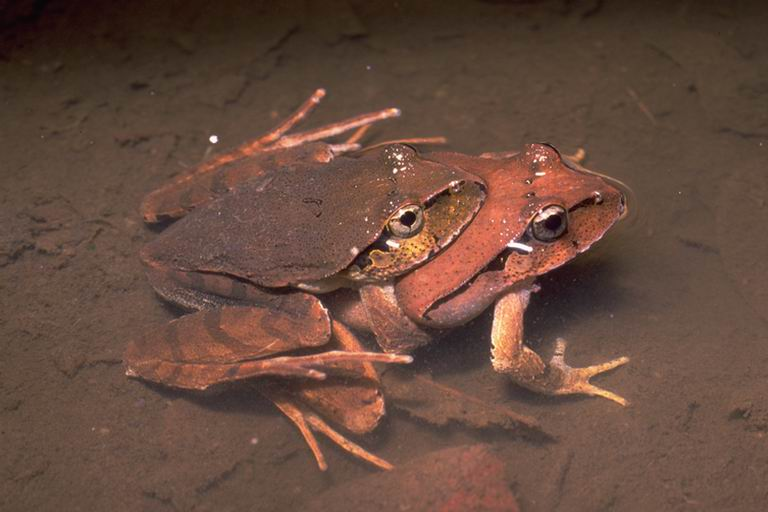
Amplexus

Közepes méretű békafaj, testhossza elérheti az 50 mm-t. Háta barna, bár színe a világos cserszíntől a vörösesbarnáig terjedhet. Bőre durva, tapintásra hasonlít a dörzspapírhoz. Hátán kielekedő bőrredők futnak, fején szeme és pofája között jellegzetess, háromszög alakú világosabb barna folt terül el. Orrlyukaitól egy sötét árnyalatú csík húzódik a szemein át a tympanumig (hallószerv). Lábán haránt irányú sávok húzódnak, emiatt összetéveszthető a Mixophyes nembe tartozó hasonló békákkal. Ujjai között nincs úszóhártya. Bőre erős toxikus anyagot termel.

## Életmódja

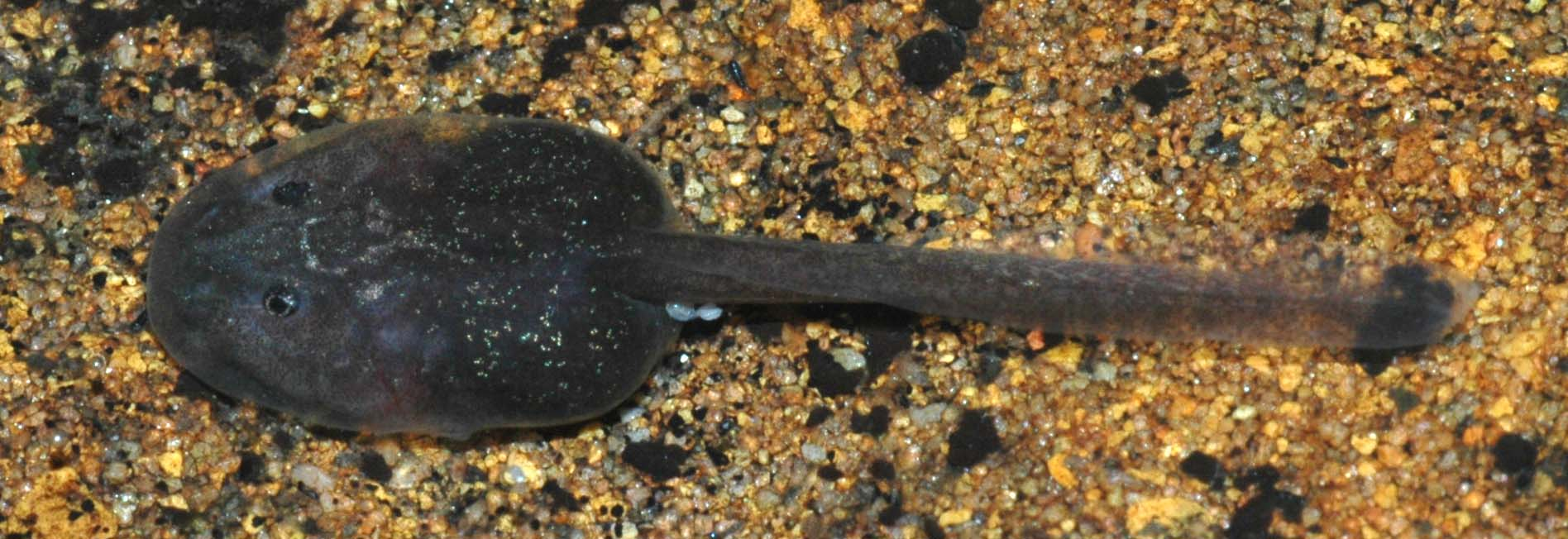
A Lechriodus fletcheri ebihala

Esőerdők és párás szklerofill (száraz levelű) erdők lakója. A nyári heves esőzések után aktív, száraz időszakban alig lehet megpillantani. A hímek az avarból és időszakos pocsolyákból hívják énekükkel a nőstényeket. A nőstény akár 650 petét is elhelyezhet a habfészekbe. Ebihalai közismerten kannibálok, a nagyobbak megeszik a kisebbeket.

## Természetvédelmi helyzete
A vörös lista a nem fenyegetett fajok között tartja nyilván. Elterjedési tartományán belül több védett terület, nemzeti park is található. Queensland állam törvényileg védi.